# 民主社会主义
民主社會主義是一種把现代民主宪政和社会主义经济合为一体的政治意識形態，它的本意就是指民主的社会主义形态。可以认为，社会民主主义是社会主义加入了一些“民主主义”的元素。但由于何为“民主”、何为“社会主义”存在很大争议，民主社会主义也是一个相当宽泛的概念。“民主”有时意味着普选、多党制、司法独立、政治自由，反对法西斯主义和斯大林主义的一党专政。民主社会主义者认为，资本主义天生与自由、平等和团结的价值观不相容，只有通过实现社会主义才能实现这些理想。而社会主义经济则需要生产资料公有制，经济模式可以为计划经济、参与型经济或者市场社会主义。在实际执政过程中，许多民主社会主义者允许了多样型经济发展，并没有完全取缔市场经济，并着重于提供良好的福利保障和财富的再分配。民主社会主义者更倾向于将资本主义改造成社会主义，而不是维持原有的资本主义体系。因此他们通常反对社会民主主义的第三条道路，使其倾向于早期的社会民主主义，并要求最终完全实现社会主义；大部分民主社会主义者在政治光谱上属于中左翼到左翼，但比社会民主主义要左，少部分则属于极左翼。部分民主社会主义者也参加社會民主主義者占据主流地位的社会民主党。

## 定義
許多自稱為社會主義者的人認為社會主義和共产主义必然包含民主這一要件，也因此認為“民主社會主義”這一名稱是不必要的。事實上這一名稱並不一定意味著其他形式的社會主義都是缺乏民主的。無論如何，這一名稱被廣泛用於對比苏式社会主义、中國共產黨的社會主義或其他被社會主義者認為具有独裁成分的意識形態。许多民主社會主義者的真正特色在於，他们既坚决反对苏联、东欧和中国毛泽东时期的“極權”社會主義，也反对各种类型的資本主義。
19世纪和20世纪初叶的“社會民主主義”（Social democracy）與“民主社會主義”（Democratic socialism）是同义词，但到了后来，社會民主主義成为了一个不断向中間移動的概念，大多变成了較偏向中間偏左立場的理念，僅主張部分的社會改革，以邁向更為公平和人道的社會。而民主社會主義則更左傾，主張完全的社會主義體制，經由在資本主义體制裡進行徹底改革、或是透過直接革命的方式達成。因此民主社會主義裡也有主張改革和主張革命的兩種路線之分，前者远多于后者；兩者的差異可以從美國社會黨內部存在著分別支持這兩種路線的派系裡看出（儘管美國社會黨的黨綱是以“革命路線”來自稱），革命路線者指控改革路線者所主張的以立法方式改革並不能真正的廢除資本主義，而改革路線者則反擊革命路線者所追求的只是不可及的夢想。在今天，社會民主主義者内部的左翼也相当于民主社會主義者。
同时也有的民主社会主义者，仅仅是认为斯大林时期的所谓社会主义，是缺乏民主且官僚化的，他们认为应该捍卫自下而上的民主，因此成为民主的社会主义者。并且反对在资本主义体制内进行改革，而是希望彻底的自下而上的革命以取代。抱有此想法的，例如實際上屬於托洛茨基主義組織的工人国际委员会。
不像許多社會民主主義者受到第三条道路的影響，而願意以其他手段來解決貧窮問題，民主社會主義的革命路線和改革路線都堅持著福利國家的理想。革命路線者支持福利國家理想，不只因為這是一種達成社會主義目標的方式，也是作為一種在“革命尚未成功”之前救濟貧窮的過渡期政策，同時也能作為號召人民發動革命的動員手段。民主社會主義者仍然主張應該進行財富和權力的重新分派，並且將大多數的主要產業國有化，許多人也仍然支持計劃經濟，而這些都是社會民主主義者大多早已拋棄的概念。除此之外，許多民主社會主義者仍然保持马克思主义的经济學說，而社會民主主義則大多早已完全抛弃了馬克思的经济學說。
民主社會主義在第一次世界大战之前便已出現。以現代對民主的定義而言，當時還沒有任何國家能稱得上民主國家，因為每個國家的選舉制度都還存在著基於性別、種族和經濟狀況的歧視。當時民主社會主義的特別之處便在於他們願意以議會制來解決政治問題（即使他們仍未享有公民權），以議會制度來改進勞動階級的生活品質並且贏得選舉，而非透過革命的手段（推翻整個國家）。幾十年以後，由於最主要的漸進式改革派系—社會民主主義，不但未能廢止資本主義，連許多社會主義的目標也放棄了，因此一些民主社會主義者對漸進式改革的幻想逐漸破滅，革命路線的民主社會主義於是開始嶄露頭角。革命路線者主張現有的資本主義社會阻礙了真正的民主發展，因此只有利用革命的手段建立一個新的政治架構，根基於底部廣大群眾的組織，才能達成完全民主的目標。
世界上自称是民主社会主义者的组织有很多，它们之间的差异性也很大。除社会党国际内部的一些政党外，还包括进步联盟、进步国际、圣保罗论坛、欧洲左翼党、为了人民和行星欧洲左翼联盟、非洲民主社会主义党派联盟和南部非洲前解放运动中的一些政党，甚至有部分主张民主的革命社会主义组织（如托派的工人国际委员会和人民先于利润—团结）也自称民主社会主义者。

## 「民主社會主義」與「社會民主主義」
民主社会主义与社會民主主義存在较大区别。前者主張建立一個實行社會主義經濟的社會；而后者則是将资本主义和社会主义进行了综合。許多自稱為「社會民主主義」的政黨都與那些民主社會主義政黨劃清了界線，自然的兩者仍有一些重疊的特色，一些民主社會主義者所公開承認與社會民主主義仍有相同的部分，和那些為了使他們更符合社會主義而產生的差異。
在大多數的情況下，社會民主主義的立場是處于資本主義與社會主義的中間，而民主社會主義則擁護完全的社會主義，並且希望藉著民主手段廢止資本主義。
一般而言，對於民主社會主義與社會民主主義的差異有兩種看法：第一種看法認為民主社會主義不过是更左翼的社會民主主義，而非另一種分支，因為許多社會民主主義者仍然承認他們繼承馬克思主義，而且社會民主主義者討論政治時的用詞也和正統的馬克思主義者沒有差異。第二種看法則認為尽管民主社會主義與社會民主主義都有同樣的主張（將資本主義人性化），但對於民主社會主義而言这些主张只是一個在邁向全然的社會主義社會之前所的经历的過程而已，而社會民主主義則则已經拋棄了其建立全然社會主義社會的目标，同時偏向了中立派的立場，因而他們已經沒有理由再自稱為社會主義了。

## 歷史
許多早期社會主義流派，尤其是那些源自法國大革命中無套褲漢的政治分支，認為民主的特色是全民普遍的投票權、以及法律之前人人平等。較為知名的如雅各賓派平等主義者巴貝夫，主張人道主義革命路線的路易·布朗和罗伯特·欧文，一起被稱為所謂的空想社会主义，以及共产主义的卡尔·马克思和弗里德里希·恩格斯。現在回顧起來，這些早期的社會主義者，或許也包含了民主社會主義的成分。
“民主社会主义”的词源最早出自于德国社会民主党领导人威廉·李卜克内西于1869年5月31日发表的《论社会民主党的政治立场，特别是对国会的政治立场》，其中提到“没有民主的社会主义是臆想的社会主义，正如没有社会主义的民主是虚假的民主一样”，这里的“民主社会主义”与“科学社会主义”是同义词。后来的爱德华·伯恩施坦则用“民主社会主义”作为改良主义的代名词，而与伯恩施坦同一时代的奥地利社会民主党和美国社会党也自称民主社会主义，但在理论上与伯恩施坦并不完全相同。19世紀末期和20世紀初期美國的工團主義者丹尼爾·德萊昂也可以看作是民主社會主義早期的分支，他主張政府應該根基於工会上，但也主張應以選舉的方式來達成此一目標，於是成了混合革命手段與議會改革的民主社會主義。在兩次世界大戰中，奥地利马克思主义是民主社會主義的主要代表。1920年初期由G·D·H·科勒主張的工联社會主義也是一種尋求非蘇聯式獨裁的社會主義的嘗試。
印度獨立以后，贾瓦哈拉尔·尼赫鲁仿照了欧美式的民主宪政，并在宪法中规定了印度是社会主义国家，长时间实行国有化和计划经济，被称为“尼赫鲁式社会主义”。在当时，許多左翼的印度國大黨成員另外組織了社會主義的黨派，他們的政策，便是堅持在進行社會改革的同時，不能和史達林獨裁統治的蘇聯一樣，淪為一黨專政的政府。直到1991年，印度才开始进行市场经济改革。
在爱尔兰民族解放运动中，爱尔兰新芬党成为了抗击英国殖民统治和主张收复北爱尔兰的领头羊。该党在政治上支持现代民主宪政共和制，经济上反对资本主义市场剥削，提倡建立“平等的爱尔兰”。后来出现的人民先于利润—团结、共和新芬党等左翼政党也与新芬党的意识形态相近，都属于民主社会主义。
1951年6月30日-7月9日，社会党国际在美因河畔法兰克福召开第一次代表大会，通过了《民主社会主义的目标和任务》（即《法兰克福声明》）。1959年11月13-11月15日德国社会民主党通过了《德国社会民主党基本纲领》，又称《哥德斯堡纲领》，第一次提出“自由”、“公正”、“互助”三大社会主义基本价值观，明确表明“社会主义是一项持久的任务，即争取、捍卫自由和公正，而且它本身在自由和公正中经受检验”。
1960年代，欧洲和北美洲的新左翼裡含有許多民主社會主義的色彩。舉例而言，由“學生爭取民主社會”组织所發表的休倫港宣言，便是結合了對共產主義的批評、主張以民主社會主義重建社會的流派。在西歐，學運領袖丹尼爾·孔-本迪、情境主義者和其他團體於1968年5月發動的遊行也持類似的立場。
同時在東歐（尤其在捷克），有主張带有人性面孔的社会主义的派系，意味著賦予马克思列宁主义的政治理念更確實的民主成分。
1981年，波尔布特领导的红色高棉势力解散柬埔寨共产党，转而成立奉行民主社会主义的民主柬埔寨党。
冷战結束以來，許多傳統的馬克思列寧主義政黨逐漸轉變，形成類似民主社會主義的政治立場。目前欧洲议会左翼—GUE/NGL的政黨通常包括了馬克思列寧主義者和民主社會主義者。
因此，民主社會主義的定義界線必然時常變化。對右派人士而言，民主社會主義與社會民主主義幾乎沒有差異，而對左派而言，則意味著許許多多由马克思主义和空想社会主义所衍生的意識形態分支之一。除此之外，民主社會主義也常被人與其他分支簡稱為一種“社會主義”。自從1990年代以來，許多活躍的民主左翼人士加入了由诺姆·乔姆斯基、塔里克·阿里、托尼·本領導的國際性反全球化運動，儘管立場與民主社會主義相符，這些人士和團體通常以反資本主義自稱，而沒有區分自己為何種社會主義。

## 特色
民主社會主義通常支持政府部門所發揮的功能，尤其是那些他們認為最重要的項目，如醫療、教育、公用事業、大眾運輸，有時也包括銀行業務、採礦和燃料萃取。對改革路線的社會主義者而言，他們的主張通常包括了混合经济，和強調勞工與消費者的合作社、信用合作社、家庭農場和中小型企業。在印度，民主社會主義者還必須依照傳統以村莊為主的小耕農經濟為範本調整做法。
革命路線的社會主義者的不同處在於對政府部門以及國有化的看法。他們追求在革命前的國有制度，不只是一種達成社會主義目標的手段，也是一種在過渡期改善資本主義下惡劣情況的手段，直到革命成功，生產工具直接由勞工和公眾組織控制為止。有關生產工具的部分，革命路線的社會主義者比較喜歡稱為“社會所有”而非“國有化”這一稱呼，因為後者通常用以稱呼社會民主主義中，由議會選出的官僚控制生產工具的情況。社會所有的概念即為在民主的前提下由工作場所直接控制生產工具，使得民主權力得以由勞工所分享。
有關於手段上的不同，不同派別的民主社會主義通常傾向於使用不同的手段，或是堅持以非暴力抵抗反對資本主義，或是在必要情況下採取暴力抵抗，或是堅持以議會手段實行反資本主義改革。民主社會主義的直接行動有時會和无政府工团主义有類似立場（同樣反對資本主義和獨裁），不過與之不同的是，民主社會主義不認為國家的存在是邪惡而必須被廢止的。

## 民主社會主義政黨
現代民主社會主義政党命名不固定，常以“左翼党”、“社会党”等作为党名。使用这些名称的政黨中，一部分是主张较为激进的社会变革的左翼社会主义政党，另一部分则是主张渐进改良的民主社会主义政党。
目前，比较著名的民主社会主义政党和组织有萨尔瓦多法拉本多·马蒂民族解放阵线、墨西哥民主革命党、巴西劳工党、智利广泛阵线、格陵兰因纽特人共同体、冰岛左翼运动—绿色候选人、挪威社会主义左翼党、瑞典左翼党、芬兰左翼联盟、丹麦社会主义人民党、法罗群岛共和、德国左翼党、卢森堡左翼党、法国左翼党、爱尔兰新芬党、葡萄牙左翼集团、意大利左翼、希腊激进左翼联盟—进步联盟、西班牙我们能和美国民主社会主义者等。